# Manhunt International 2008
Manhunt International 2008 là cuộc thi Manhunt International lần thứ mười ba được tổ chức tại The Circle, Central City Convention Hall, Seoul, Hàn Quốc vào ngày 2 tháng 6 năm 2008. Có 47 thí sinh quốc tế tham gia vào cuộc thi. Abdelmoumen El Maghraouy đến từ Maroc đăng quang ngôi vị Manhunt International.

## Kết quả
| Kết quả                    | Thí sinh |
| -------------------------- | --- |
| Manhunt International 2008 | - Maroc – Abdelmoumen El Maghraouy |
| Á vương 1                  | - Thụy Điển – Egill Arnljots |
| Á vương 2                  | - Costa Rica – Cesar Vargas |
| Á vương 3                  | - Hàn Quốc – Lee Jae-Hwa |
| Á vương 4                  | - Angola – Claudio Furrtado |
| Top 15                     | - Trung Quốc - Yang Yao - Ấn Độ - Romeo Gates - Brazil - Thiago Testoni - Hồng Kông – Mingo Lin - Hoa Kỳ – Brandon Michael Anderson - Anh Quốc – Samuel Adam Whitman - Panama - Anthony Warren - Luxembourg – Koen Van de Voorde - Venezuela - Orlando Delgado - Philippines - Marvin Wijangco |

### Giải thưởng đặc biệt
| Giải thưởng            | Thí sinh                         |
| ---------------------- | -------------------------------- |
| Mr Friendship          | - Nepal – Rikesh Raj Shrestha    |
| Mr Photogenic          | - Anh Quốc – Samuel Adam Whitman |
| Mr Physique            | - Trung Quốc - Yang Yao          |
| Mr Internet Popularity | - Ấn Độ - Romeo Gates            |
| Mr Personality         | - Philippines - Marvin Wijangco  |
| Best National Costume  | - Hồng Kông – Mingo Lin          |
| Best Runway Model      | - Thổ Nhĩ Kỳ - Emre Kizilirmak   |

## Các thí sinh
47 thí sinh dự thi.
| Quốc gia/vùng lãnh thổ | Thí sinh                    | Tuổi |
| ---------------------- | --------------------------- | ---- |
| Angola                 | Claudio Furtado             | 23   |
| Anh Quốc               | Samuel Adam Whitman         | 20   |
| Ấn Độ                  | Romeo Gates                 | 28   |
| Bỉ                     | Mike Van de Woestijne       | 24   |
| Bosna và Hercegovina   | Anel Korjenic               | 22   |
| Brasil                 | Thiago Testoni              | 21   |
| Bulgaria               | Hristo Hristov              | 32   |
| Canada                 | Joseph Antonia              | 23   |
| Costa Rica             | Cesar Vargas                | 24   |
| Curaçao                | Jeffrey de Bruyn            | 23   |
| Cộng hòa Dominica      | Jetsen Rodriguez Silva      | 29   |
| Đài Loan               | Lin Shao Hua                | 24   |
| Đức                    | Simon Payer                 | 22   |
| Estonia                | Risto Kask                  | 22   |
| Ghana                  | Seth Nyarko                 | 21   |
| Gibraltar              | Jonathon Lavers             | 21   |
| Guinea Xích Đạo        | Gbadebo Williams            | 22   |
| Hy Lạp                 | Nikolaos Kavouris           | 20   |
| Guatemala              | Cesar Fernando Rosales      | 22   |
| Hawaii                 | Cairo Chiang                | 19   |
| Hàn Quốc               | Lee Jae-Hwan                | 22   |
| Hoa Kỳ                 | Brandon Michael Anderson    | 29   |
| Hồng Kông              | Mingo Lin                   | 21   |
| Indonesia              | Anthony Gunawan             | 26   |
| Ireland                | Quinn Johnson               | 20   |
| Kazakhstan             | Evgeniy Kopotilo            | 26   |
| Luxembourg             | Koen Van de Voorde          | 22   |
| Ma Cao                 | Shi Chang-Hong              | 19   |
| Macedonia              | Goce Dimkovski              | 24   |
| Malaysia               | Chad Loh                    | 27   |
| Maroc                  | Abdelmoumen El Maghraouy    | 26   |
| México                 | Alejandro Moreno            | 19   |
| Nam Phi                | Christopher Lee             | 22   |
| Nepal                  | Rikesh Raj Shrestha         | 23   |
| Pakistan               | Muhammad Amir Afzal Rehmani | 23   |
| Panama                 | Anthony Warren              | 25   |
| Philippines            | Marvin Wijangco             | 24   |
| Puerto Rico            | Eduardo de Cuba             | 23   |
| Singapore              | Gordon Tan                  | 25   |
| Tây Ban Nha            | Victorio Alba               | 29   |
| Thái Lan               | Tanawut Nantarid            | 25   |
| Thổ Nhĩ Kỳ             | Emre Kizilirmak             | 25   |
| Thụy Điển              | Egill Arnljots              | 21   |
| Trung Quốc             | Yang Yao                    | 25   |
| Úc                     | Dean Tahana                 | 28   |
| Venezuela              | Orlando Delgado             | 18   |
| Việt Nam               | Nguyễn Văn Thịnh            | 24   |

## Thông tin về các cuộc thi quốc gia

### Tham gia lần đầu
- Guinea Xích Đạo
- Morocco

### Trở lại
Tham gia lần cuối vào năm 1997
- Ireland

Tham gia lần cuối vào năm 1995
- Guatemala

Tham gia lần cuối vào năm 1999
- Luxembourg

Tham gia lần cuối vào năm 2006
- Cộng hòa Dominica
- Bắc Macedonia
- Tây Ban Nha